# Identity Crisis
Identity Crisis är det nionde och sista studioalbumet av det brittiska rockbandet Sweet, utgivet 1982. Det släpptes endast i Östtyskland och Mexiko

## Låtlista
Samtliga låtar skrivna av Andy Scott, Mick Tucker och Steve Priest, om inte annat anges.
1. "Identity Crisis" - 4:11
2. "New Shoes" - 3:27
3. "Two Into One" - 2:42
4. "Love Is the Cure" (Andy Scott) - 3:42
5. "It Makes Me Wonder" - 3:28
6. "Hey Mama" - 3:32
7. "Falling In Love" - 4:45
8. "I Wish You Would" (Billy Boy Arnold) - 3:17
9. "Strange Girl" - 4:30